# Jacob de Litemont

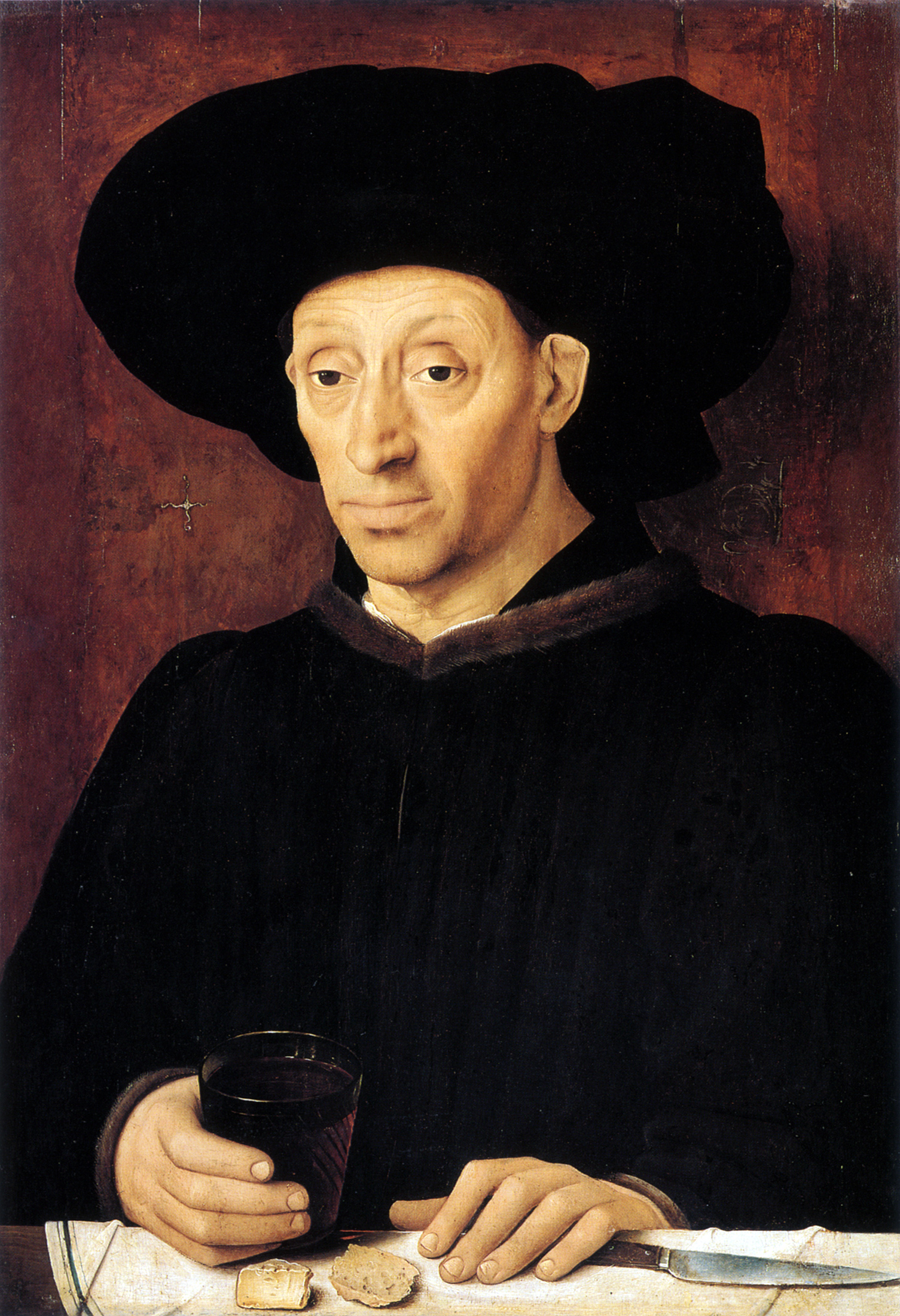
Mann mit Weinglas, Jacob de Litemont zugeschrieben, Louvre (Paris)

Jacob de Litemont oder Jacob de Littemont oder Jacob de Lichtemont war Hofmaler der französischen Könige Karl VII. und Ludwig XI. Sein Nachfolger wurde um 1475 Jean Fouquet. 
Über Litemont ist nur wenig bekannt. Er scheint aus den südlichen Niederlanden zu stammen. Als Hofmaler hatte er viele dekorative Arbeiten auszuführen, die zu einem großen Teil nicht überliefert sind oder sich nicht zuordnen lassen. Auch ein Porträt des Königs von Litemont ist nicht überliefert. Claude Schaefer stellte die These auf, das 1454/55 gemalte Parlamentsretabel im Louvre Litemont zuzuschreiben und schlug ihn als Lehrer Fouquets vor. Die offizielle Datenbank des Louvre schreibt das Porträt einem unbekannten französischen Maler mit flämischem Einfluss zu.